# Enderûn

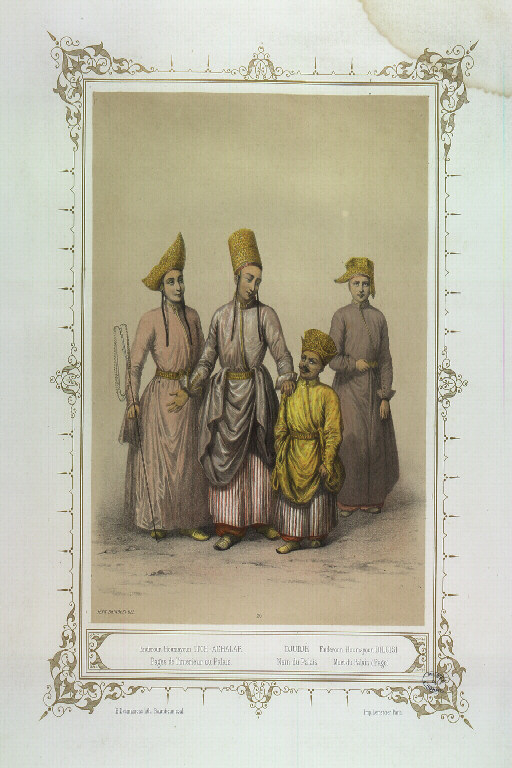
Paggi dell'Enderûn (Servizio interno)

Enderûn (dal farsi andarûn, "interno") è la parola che in turco indica sia i quartieri "privati" sultanali del Palazzo Topkapı di Istanbul (quelli cioè situati nella parte più interna del complesso, al di là del c.d. "Cancello della Felicità") sia l'insieme di uffici, servizi ed ufficiali che gestivano gli affari privati del sultano. Nel suo insieme, l'Enderûn era amministrato dal Kapi Agha.

Opposto al Enderûn era il Birûn, la parte più esterna del Palazzo presso la quale si trovavano il Diwan e gli altri uffici/servizi amministrativi che reggevano l'Impero ottomano.

## Servizi svolti
Il servizio interno era diviso in quattro dipartimenti. In ordine decrescente di importanza, questi erano la Camera Privata (Hass Oda), il Tesoro (Hazine), la dispensa privata (Kilar-ı Hass), e la Grande e Piccola Camera (Büyük ve Küçük Odalar). Tra le responsabilità del Servizio Interno vi era anche la gestione della scuola di palazzo, dove i principi insieme a giovani ragazzi cristiani selezionati, raccolti attraverso il sistema del devşirme (dal XVII secolo, tuttavia, furono ammessi anche ragazzi musulmani) venivano formati per le più alte cariche dello Stato. Questi ragazzi servivano poi come paggi nel Servizio Interno, ed erano conosciuti come içoğlanı ("ragazzi dell'interno").
Il servizio interno era anche notevole per il suo impiego di sordomuti (dilsiz), almeno dai tempi di Mehmed II, fino alla fine dell'impero. Essi agivano come guardie e assistenti, e a causa della loro particolare natura erano spesso incaricati di compiti altamente riservati, comprese le esecuzioni. Il loro numero variava ma non erano mai numerosi; avevano le loro uniformi, i loro superiori (başdilsiz), e sebbene molti fossero alfabetizzati, comunicavano anche in un loro speciale linguaggio dei segni.